# Agnieszka Leonowicz
Agnieszka Leonowicz (ur. 24 listopada 1975) – polska piłkarka, reprezentantka kraju.

## Kariera
Występowała w szczecińskich klubach Rekord i Roma, a następnie w Medyku Konin, skąd przeszła do niemieckiego 1. FFC Turbine Potsdam. W jego barwach, w latach 1998–2001, rozegrała 13 meczów w żeńskiej Bundeslidze. W 2001 r. powróciła do Medyka, z którym dotarła do finału Pucharu Polski 2002/2003. Po sezonie 2003/2004 zasiliła szwedzkiego Karlslunds IF, występującego w Damallsvenskan.
W seniorskiej reprezentacji Polski zadebiutowała 18 czerwca 1993, zremisowanym 2:2 spotkaniem z Węgierkami. Występowała w eliminacjach do Mistrzostw Europy 1995 (równocześnie kwalifikacje Mistrzostw Świata 1995), eME 1997, eMŚ 1999 (w klasie B), eMŚ 2003 (klasa B) i eME 2005. W kadrze narodowej rozegrała 64 spotkania międzypaństwowe, strzelając w nich 16 bramek.